# برنارد كيني
برنارد كيني (بالإنجليزية: Bernard Kenny)‏ هو سياسي أمريكي، ولد في 17 نوفمبر 1946. انتخب عضو مجلس ولاية نيوجيرسي وانتخب عضو جمعية نيوجيرسي العامة.